# Band Aid 30
Band Aid 30 er 2014-udgaven af velgørenhedssupergruppen Band Aid. Gruppen blev annonceret den 10. november 2014 af Sir Bob Geldof og Midge Ure.
 Som i tidligere udgaver vil gruppen lave et cover af Do They Know It's Christmas, skrevet i 1984 af Geldof og Ure. Denne gang for at samle penge ind til Ebola-krisen i Vestafrika. Sangen vil have ændret noget af teksten for at reflektere den nuværende ebola-epidemi i Vestafrika, hvor alt indtjening går til at bekæmpe det Geldof beskriver som en "special ødelæggende sygdom, fordi den gør at man ikke kan røre ved mennesker, og det er sygeligt".
Sang skal indspilles af nogle af de bedst sælgende britiske pop-kunstnere, heriblandt One Direction, Sam Smith, Ed Sheeran, Emeli Sandé og Ellie Goulding. Grupperne Bastille og Mercury-prisvindende Elbow har også bekræftet at de er med, sammen med Coldplay og Bono - det er tredje gang U2's frontmand har deltaget i en Band Aid-indspilning.

## Artwork
Den britiske kunstner Tracey Emin har designet coveret til den fysiske udgivelse af singlen.

## Deltagere
Deltagerne i Band Aid 30 er:
Organisatorer og producere:
- Bob Geldof – organiser
- Midge Ure – organisator
- Paul Epworth – producer

Instrumenter:
- Roger Taylor (fra Queen) – Trommer

Vokaler:
- Angelique Kidjo
- Bastille
- Bono (from U2)
- Clean Bandit
- Disclosure
- Marcus Mumford (from Mumford & Sons)
- Elbow
- Paloma Faith
- Fuse ODG
- Ellie Goulding
- Chris Martin (from Coldplay)
- Olly Murs
- Seal
- Sinead O'Connor
- Rita Ora
- Robert Plant
- One Direction
- Emeli Sande
- Ed Sheeran
- Sam Smith
- Underworld
- Jessie Ware
- Zoe Sugg
- Alfie Deyes
- Nick Grimshaw
- Joe Sugg